# Ірвін Шоу
І́рвін Шоу (англ. Irwin Shaw; 27 лютого 1913, Бронкс, Нью-Йорк, США — 16 травня 1984, Давос, Швейцарія) — американський драматург, сценарист і письменник. Ім'я при народженні — Ірвін Гілберт Шамфоров (англ. Irwin Gilbert Shamforoff).

## Біографія
Народився в Нью-Йорку в Південному Бронксі. Походив з родини єврейських емігрантів з м. Нiжина, Украïна, яка тодi була в складi Росiйськоï Iмперiï. Після народження сім'я переїхала в Бруклін та змінила призвіще на Шоу. 
Почав писати сценарії вже 1935 року, в тому числі й для радіовистав («Дік Трейсі»).
Успішно дебютував антивоєнною п'єсою «Поховайте мертвих» (1936), в якому йдеться про групу солдатів, які загинули в бою. 
Будучи покликаним до армії США, під час Другої світової війни служив уорент-офіцером. Режисер Вільям Уайлер запросив його приєднатися до його кінопідрозділу. Не маючи змоги бути призначеним офіцером через вік і призовний статус 1-A, Шоу вирішив вступити до регулярної армії. Пізніше армія, звернувши увагу на його походження, перепризначила його до корпусу зв’язку в кінопідрозділ Джорджа Стівенса. Він був одним із чотирьох письменників, приєднаних до команди Стівенса, в якому він став прапорщиком. Після війни повернувся до творчості письменника.
"Молоді леви" - перший роман Шоу - був опублікований в 1949 році. Заснований на реальному досвіді, отриманому письменником за роки війни, роман виявився дуже вдалим і був екранізований (Молоді леви, 1958). Цю екранізацію навряд чи можна було назвати адекватною тексту, тому не дивно, що вона не сподобалася Шоу.
У 1940-х Шоу написав сценарії до кількох фільмів: «Місто говорить» (комедія, присвячена темі громадянських свобод) та ін.
Шоу проводив літо в заміському клубі Pine Brook, розташованому в сільській місцевості Ніколса, штат Коннектикут, який у 1936 році став літнім домом для Group Theatre (Нью-Йорк), до складу якого входили Елія Казан, Гарольд Кларман, Гаррі Морган, Джон Гарфілд, Френсіс Фармер, Вілл Гір, Кліффорд Одетс і Лі Дж. Кобб.
Другий роман Шоу, «Збентежений ефір»(The Troubled Air), що описує зростання маккартизму, було опубліковано 1951 року. Після того, як у гучній антикомуністичній публікації «Червоні канали» його помилково звинуватили в комуністичних переконаннях, глави кінокомпаній занесли Шоу в чорний список Голлівуду.
У тому ж 1951 році Шоу залишив США і поїхав до Європи, де прожив 25 років, переважно в Парижі та Швейцарії. Протягом 1950-х Шоу написав кілька кіносценаріїв, у тому числі «Кохання під в'язами» (на основі п'єси Юджина О’Ніла) та «Вогонь із пекла» (драма з життя контрабандистів).
Під час життя в Європі Шоу написав ряд книг: "Люсі Краун" (1956), "Два тижні в іншому місті" (1960), а також роман "Багач, бідняк" (1970), до якого пізніше було написано невдале, на думку критиків, продовження - «Жебрак, злодій». Знятий за романом "Багач, бідняк" серіал виявився винятково успішним ("Rich Man, Poor Man", 1976). 1982 року на Литовській кіностудії СРСР також було знято телесеріал «Багач, бідняк…» за цим романом.
Ірвін Шоу є володарем низки престижних премій та нагород, включаючи дві премії О. Генрі, нагороду Американської академії мистецтв та літератури та три премії журналу «Плейбой».
Помер у Давосі (Швейцарія) 16 травня 1984 року від раку простати у віці 71 року.

## Тематика
В оповіданнях Шоу гостросоціальна проблематика поєднується з розкриттям моральних пошуків особистости (збірки «Матрос із Бремена», 1939, «Ласкаво просимо до міста», 1942).
Ірвін Шоу поєднував у своїх творах проникливість, захопливість напруженої інтриги та разюче знання людської психології.

## Сім'я
Дружина — Меріан Едвардс (донькою актора німого кіно Сніца Едвардса), одружилися 1939 року, розлучилися 1967 року, повторно одружилися 1980 року.
Син - Адам, журналіст.

## Перелік творів
Романи
- Молоді леви (The Young Lions, 1948)
- Збентежений ефір (The Troubled Air, 1951)
- Люсі Краун (Lucy Crown,1956)
- Два тижні в іншому місті (Two Weeks in Another Town, 1960)
- Голоси літнього дня (Voices of a Summer Day, 1965)
- Багач, бідняк (Rich Man, Poor Man, 1970)
- Вечір у Візантії (Evening in Byzantium, 1973)
- Нічний черговий (Night Work, 1975)
- Жебрак, злодій (Beggarman, Thief, 1977)
- Хліб по воді (Bread Upon Waters, 1981)
- Допустимі втрати (Acceptable Losses, 1982)

П'єси
- Поховайте мертвих (Bury the Dead), Нью-Йорк, театр Етель Беррімор, квітень 1936 року.
- Облога (Siege), Нью-Йорк, театр Лонгакр, грудень 1937 року.
- Ніжні люди (The Gentle People), Нью-Йорк, театр Беласко, січень 1939 р.
- Тихе місто Нью-Йорк (Quiet City New York), театр Беласко, березень 1939 року.
- Відступ до задоволення (Retreat to Pleasure), Нью-Йорк, театр Беласко, 1940 рік.
- Сини і солдати (Sons and Soldiers), Нью-Йорк, театр Мороско, травень 1943 р.
- Вбивця (The Assassin), Нью-Йорк, Національний театр, жовтень 1945 року.
- Вижилі (The Survivors), (з Пітером Віртелем), Нью-Йорк, театр Playhouse, січень 1948 р.
- Діти з їхніми забавками (Children From Their Games), Нью-Йорк, театр Morosco, квітень 1963.
- Вибір воєн (A Choice of Wars), Глазго, Шотландія, Театр громадян Глазго, 1967.

## Переклади українською

### Романи
- Нічний черговий (Night Work, 1975); Пер. з англ. Л. Маланчук // Всесвіт. — 1979.- № 3. 4, 5.- С.3-79, 117—132, 114—218.
- Хліб по воді (Bread Upon Waters, 1981); Пер. з англ. Ф. Логвиненко та В. Мусієнко // Всесвіт. — 1985.- № 3, 4-5. — С.55-133, 35-151.
- Хліб по воді (Bread Upon Waters, 1981); Пер. з англ. Ф. Логвиненко та В. Мусієнко // К.: Дніпро. — 1987. - 400 с.
- Багач, бідняк (Rich Man, Poor Man, 1969); пер. з англ. В. Верховень. — Х.: Фоліо, 2007. — 638 с. ISBN 978-966-03-4012-1
- Вечір у Візантії (Evening in Byzantium, 1973); пер. з англ. Мигаль Павло. — Видавництво Старого Лева, 2020. — 480 с.

### Оповідання
- Лиха пригода; Пер. з англ. О.Зігура // Всесвіт. — 1982.- № 5.- С.189-192.
- Рудольф на золотому ковадлі (Rudolf in Moneyland); Пер. з англ. І.Яндола // Всесвіт. — 1997.- № 8-9.- С.31-78.
- Основні течії в американській думці (Main Currents of American Thought) ; Пер. з англ. Л.Адамек // Всесвіт. — 1959.- № 11.- С.61-65.